# 川崎恭治
川崎 恭治（かわさき きょうじ、1930年8月4日 - 2021年11月12日）は、日本の物理学者。九州大学名誉教授。専門は化学物理学、統計力学。

## 経歴
- 1953年 - 九州大学卒業
- 1955年 - 物理学修士（九州大学）
- 1959年 - 物理学博士（デューク大学）
- 1959年 - 1960年 九州大学JSPS特別研究員
- 1960年 - 1962年 京都大学JSPS特別研究員
- 1962年 - 1963年 名古屋大学講師
- 1963年 - 1966年 マサチューセッツ工科大学副研究員
- 1966年 - 1970年 九州大学助教授
- 1970年 - 1972年 テンプル大学助教授
- 1972年 - 1973年 テンプル大学教授
- 1973年 - 1976年 京都大学基礎物理学研究所教授
- 1976年 - 1994年 九州大学理学部教授
- 1996年 - 2001年 中部大学工学部教授
- 2005年 - 2010年 福岡工業大学研究員

## 受賞歴
- 1972年 仁科記念賞[1]
- 1992年 フンボルト賞
- 2000年 東レ科学技術賞
- 2001年 ボルツマン賞
- Ulam Scholar, 2001-02[2]